# STANAG 4569
Le STANAG 4569 est un accord de normalisation OTAN visant à la certification du niveau de protection des passagers des véhicules blindés.

## Niveaux de protection

### Balistique
| Niveau de protection | Menace                             | Munition                                   | Calibre                              | Distance | Vitesse initiale            | Incidence                          | Tirs requis |
| -------------------- | ---------------------------------- | ------------------------------------------ | ------------------------------------ | -------- | --------------------------- | ---------------------------------- | ----------- |
| 1                    | fusil d'assaut                     | Ball M80, SS109 et M193                    | 7,62 × 51 mm OTAN, 5,56 × 45 mm OTAN | 30 m     | 833 m/s, 900 m/s et 937 m/s | 360° en gisement, 0° à 30° en site | 22 impacts  |
| 2                    | fusil d'assaut                     | API BZ                                     | 7,62 × 39 mm                         | 30 m     | 695 m/s                     | 360° en gisement, 0° à 30° en site | 22 impacts  |
| 3                    | fusil de précision et mitrailleuse | AP WC et B32 API                           | 7,62 × 51 mm OTAN, 7,62 × 54 mm R    | 30 m     | 930 m/s, 854 m/s            | 360° en gisement, 0° à 30° en site | 22 impacts  |
| 4                    | mitrailleuse lourde                | B32                                        | 14,5 × 114 mm                        | 200 m    | 911 m/s                     | 360° en gisement, 0° en site       | 22 impacts  |
| 5                    | canon-mitrailleur                  | M791 APDS-T ou TLB 073 et PMB 090 APFSDS-T | 25 × 137 mm                          | 500 m    | 1 258 m/s et 1 336 m/s      | 30° sur l'arc frontal, 0° en site  | 12 impacts  |
| 6                    | canon-mitrailleur                  | 3UBR6 et APFSDS-T                          | 30 × 165 mm et 30 × 173 mm           | 500 m    | 810 m/s et 1 430 m/s        | 30° sur l'arc frontal, 0° en site  | 12 impacts  |

### Obus d'artillerie
| Niveau de protection | Calibre | Distance de détonation | Incidence                          |
| -------------------- | ------- | ---------------------- | ---------------------------------- |
| 1                    | 155 mm  | 100 m                  | 360° en gisement, 0° à 18° en site |
| 2                    | 155 mm  | 80 m                   | 360° en gisement, 0° à 22° en site |
| 3                    | 155 mm  | 60 m                   | 360° en gisement, 0° à 30° en site |
| 4                    | 155 mm  | 25 m                   | 360° en gisement, 0° à 90° en site |
| 5                    | 155 mm  | 25 m                   | 360° en gisement, 0° à 90° en site |
| 6                    | 155 mm  | 10 m                   | 360° en gisement, 0° à 90° en site |

### Mine terrestre et engin explosif improvisé
| Niveau de protection | Munition                             | Masse d'explosif | Explosion                     |
| -------------------- | ------------------------------------ | ---------------- | ----------------------------- |
| 1                    | grenade, sous-munition et bombelette | n.c              | sous le véhicule              |
| 2A                   | mine à effet de souffle              | 6 kg             | sous une roue ou une chenille |
| 2B                   | mine à effet de souffle              | 6 kg             | sous le plancher              |
| 3A                   | mine à effet de souffle              | 8 kg             | sous une roue ou une chenille |
| 3B                   | mine à effet de souffle              | 8 kg             | sous le plancher              |
| 4A                   | mine à effet de souffle              | 10 kg            | sous une roue ou une chenille |
| 4B                   | mine à effet de souffle              | 10 kg            | sous le plancher              |

## Galerie

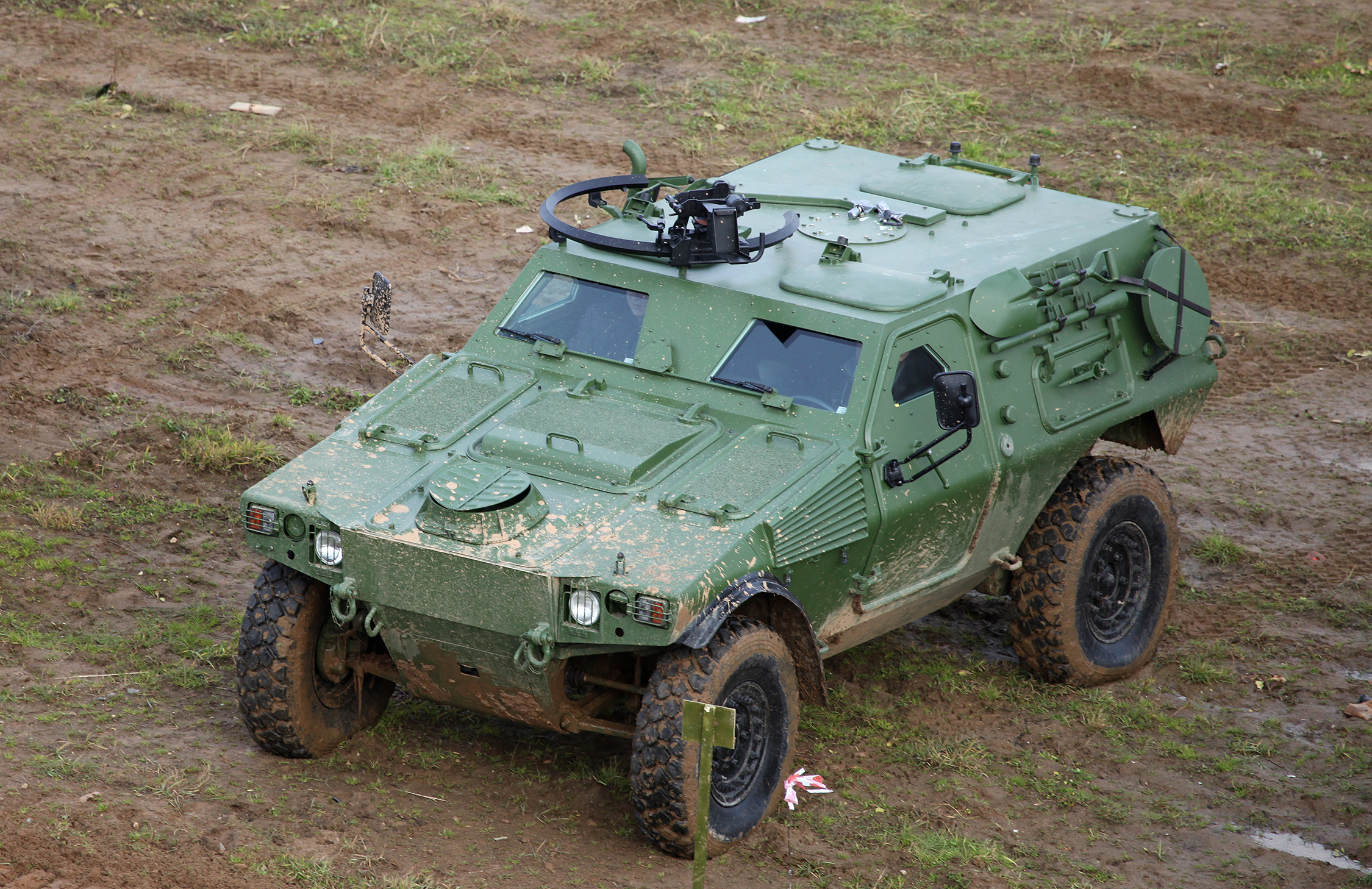
Le VBL possède un niveau de protection équivalent au niveau 1 de la norme STANAG 4569.
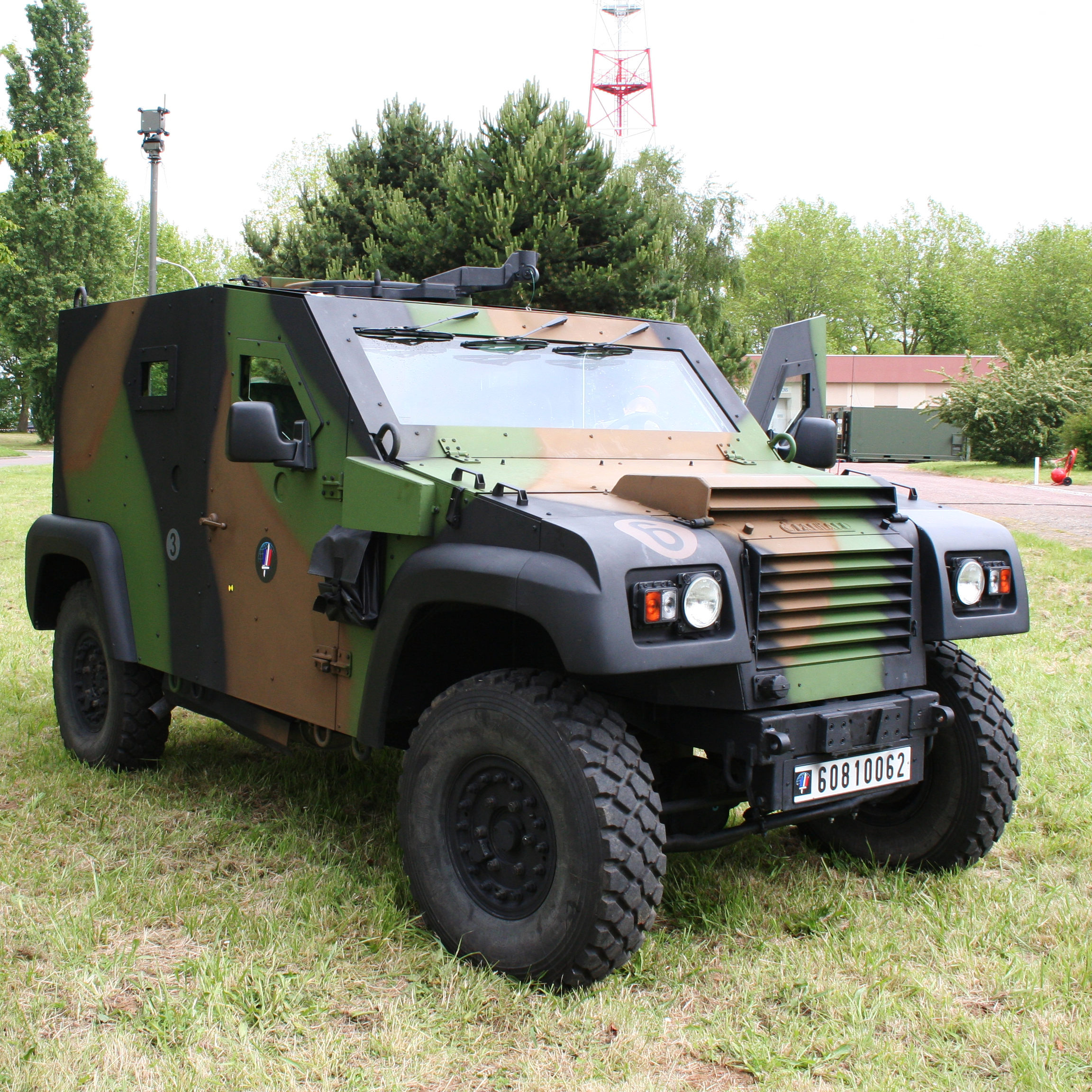
Le PVP répond au niveau 2 de la norme STANAG 4569.
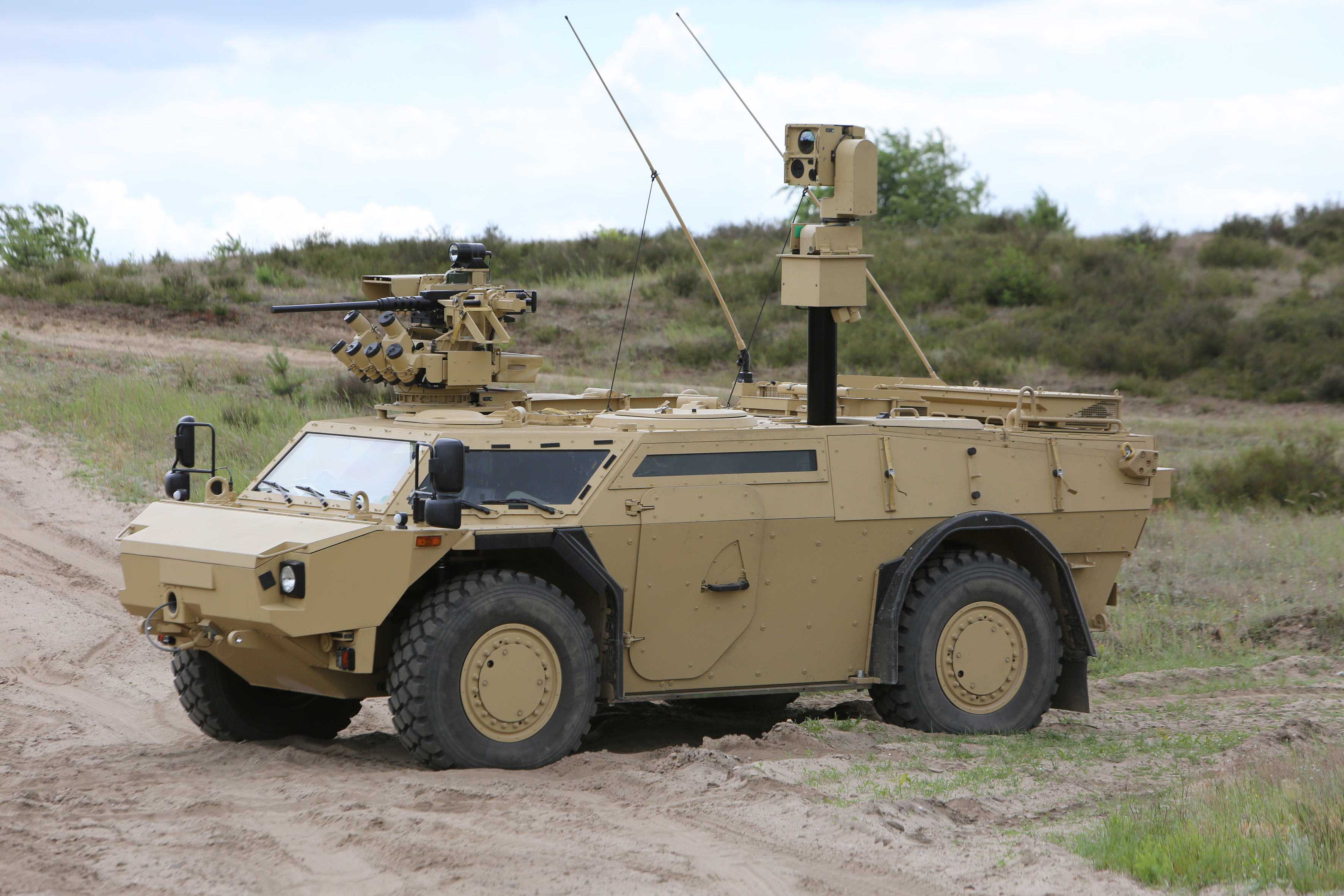
Le Fennek a un niveau de protection balistique correspondant au niveau 3 et de niveau 2A contre les mines.
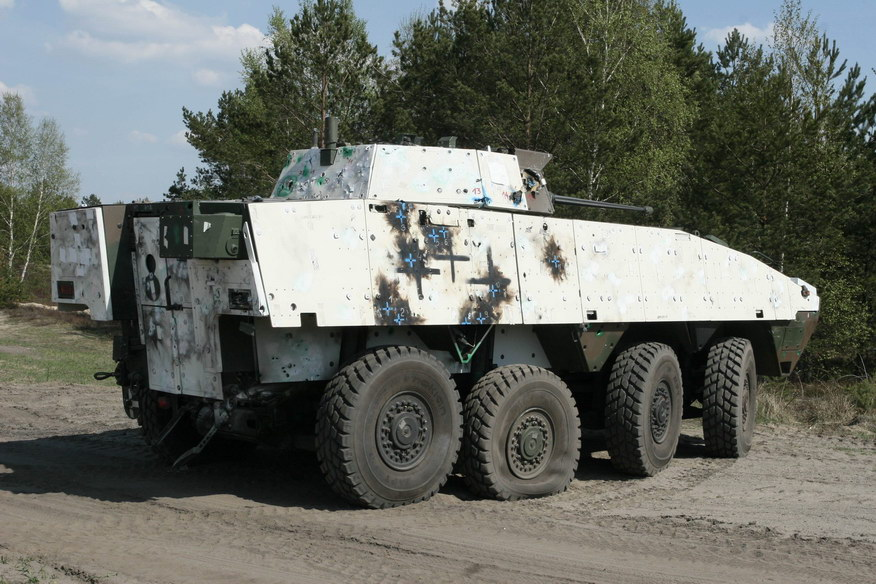
Essais balistique sur un Rosomak polonais en vue d'obtenir la certification attestant le niveau 4.
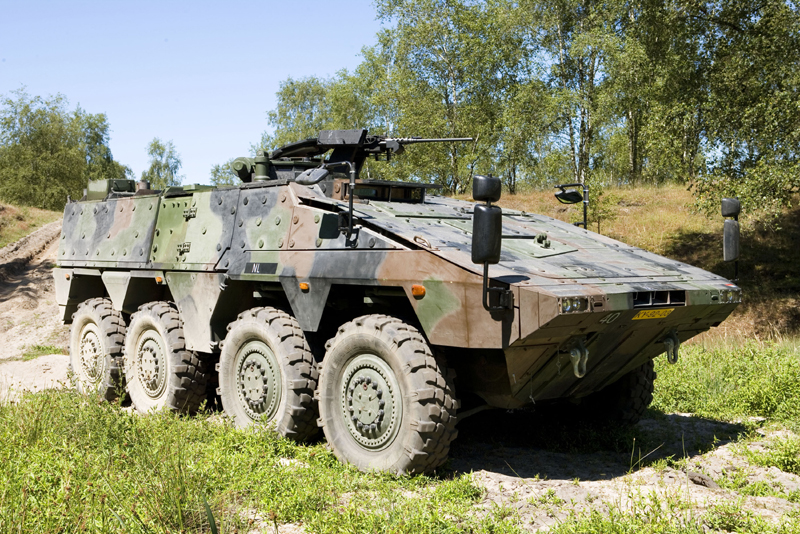
Le Boxer possède une protection balistique de niveau 5 sur l'arc frontal.